# Darktown
Darktown è un album musicale di Steve Hackett uscito nel 1999. Fu l'undicesimo album in studio pubblicato dal chitarrista come solista.
L'album è stato ripubblicato rimasterizzato nel 2013 con tre "bonus track".

## Tracce
1. "Omega Metallicus" – 3:48
2. "Darktown" – 4:59
3. "Man Overboard" – 4:17
4. "The Golden Age of Steam" – 4:09
5. "Days of Long Ago"  – 3:23
6. "Dreaming with Open Eyes" – 6:54
7. "Twice Around the Sun" – 7:15
8. "Rise Again" – 4:26
9. "Jane Austen's Door" – 6:13
10. "Darktown Riot" – 3:10
11. "In Memoriam" – 7:59

## Formazione
- Steve Hackett - voce, chitarra, tastiera, armonica
- John Wetton - voce, basso
- Julian Colbeck - tastiera
- Ian McDonald - sassofono
- John Hackett - flauto
- Hugo Degenhardt - batteria